# Urales polares
Los montes Urales polares (en ruso: Полярный Урал), la parte más septentrional de los montes Urales, son una cadena montañosa de la Federación de Rusia, localizada en la parte occidental del distrito autónomo de Yamalia-Nenetsia y la parte noreste de la república de Komi. Se considera que el límite norte de la región es la montaña Konstantinov Kamen, y la región está separada de los Urales subpolares por el río Khulga. El área es de unos 25.000 km².
Tradicionalmente se ha considerado que una parte de la frontera entre Europa y Asia discurre a lo largo de la cresta principal de los Urales polares.
El tramo del Ferrocarril Salejard-Igarka del Ferrocarril del Norte discurre a lo largo del valle del Sob en las montañas.

## Geografía
Los Urales polares son una subcordillera de los montes Urales. Se extienden en dirección aproximada SW-NE durante unos 380 kilómetros formando la sección norte de la larga cadena de los Urales. La cordillera se extiende desde la zona de las fuentes del río Khulga, en la cuenca del Obi, en el sur, hasta la montaña Konstantinov Kamen que se eleva sobre la bahía de Bajdaratskaya en el mar de Kara, en el extremo norte. Las elevaciones predominantes de las crestas oscilan entre 800 y 1200 m, con picos individuales que se elevan ligeramente más. El pico más alto tiene 1472 metros de altitud, la montaña Payer.
Las montañas muestran rastros de antiguas glaciaciones masivas en valles en forma de U, circos y morrenas. Quedan algunos pequeños glaciares, como el glaciar del Instituto Geográfico y el glaciar Dolgushin.

### Ríos y lagos

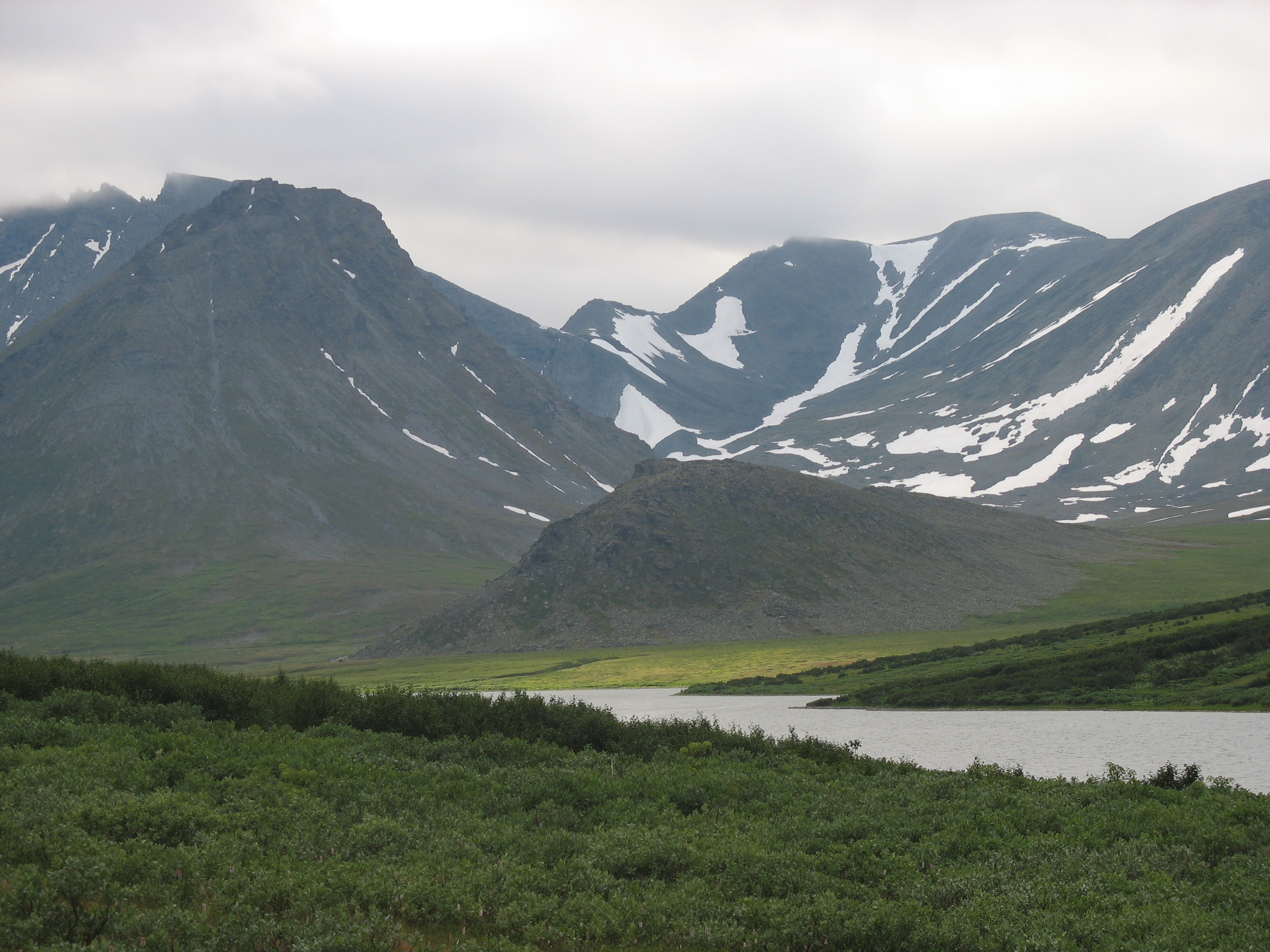
Lago Gran Hadata-Yugan-Lor

La línea divisoria de aguas entre las cuencas de los ríos Pechora (Usá) y Obi discurre por los Urales polares. Debido al aumento de las precipitaciones, las vertientes occidentales están más densamente talladas por valles fluviales. En esta cordillera tienen sus fuentes (de norte a sur) el río Kara, el río Usá, un afluente del Pechora, con sus tributarios Elets y Kechpel, , así como numerosos afluentes izquierdos del Obi como el Synya, Voykar, Sob, Longot-Yugan y Shchuchya.
Hay muchos lagos, la mayoría de los cuales se concentran en valles circenses o son de origen termokártico. Como regla general, estos lagos tienen un área pequeña y, debido a la poca profundidad del permafrost, poca profundidad. Los lagos más grandes de la parte norte de la región son el Bolshoye y el Maloye Khadata-Yugan-Lor (Хадатаёганлор), así como el Bolshoye Shchuchye y el Maloe Shchuchye. Bolshoye Shchuchye, ubicado en una depresión tectónica, tiene una profundidad sin precedentes en la región de 136 metros.

### Picos de las montañas
Los picos montañosos más altos (de norte a sur) son:
- Piedra Konstantinov (Константинов камень) (483 m),
- Ngetenape (Нгэтенапэ) (1338 m),
- Harnaurdy-Keu (Харнаурды-Кеу) (1246 m),
- Hanmei (Ханмей) (1333 m),
- Pagador (Пайер) (1499 m).

## Flora
Las laderas de la parte sur de los Urales polares hasta una altitud de entre 300-400 metros están cubiertas de escasos bosques de coníferas de alerces y abetos con algunos abedules. En las laderas de las zonas más altas y en la parte norte hay tundra montañosa con musgos y líquenes, así como vastas zonas desoladas rocosas y pedregosas.

## Geología

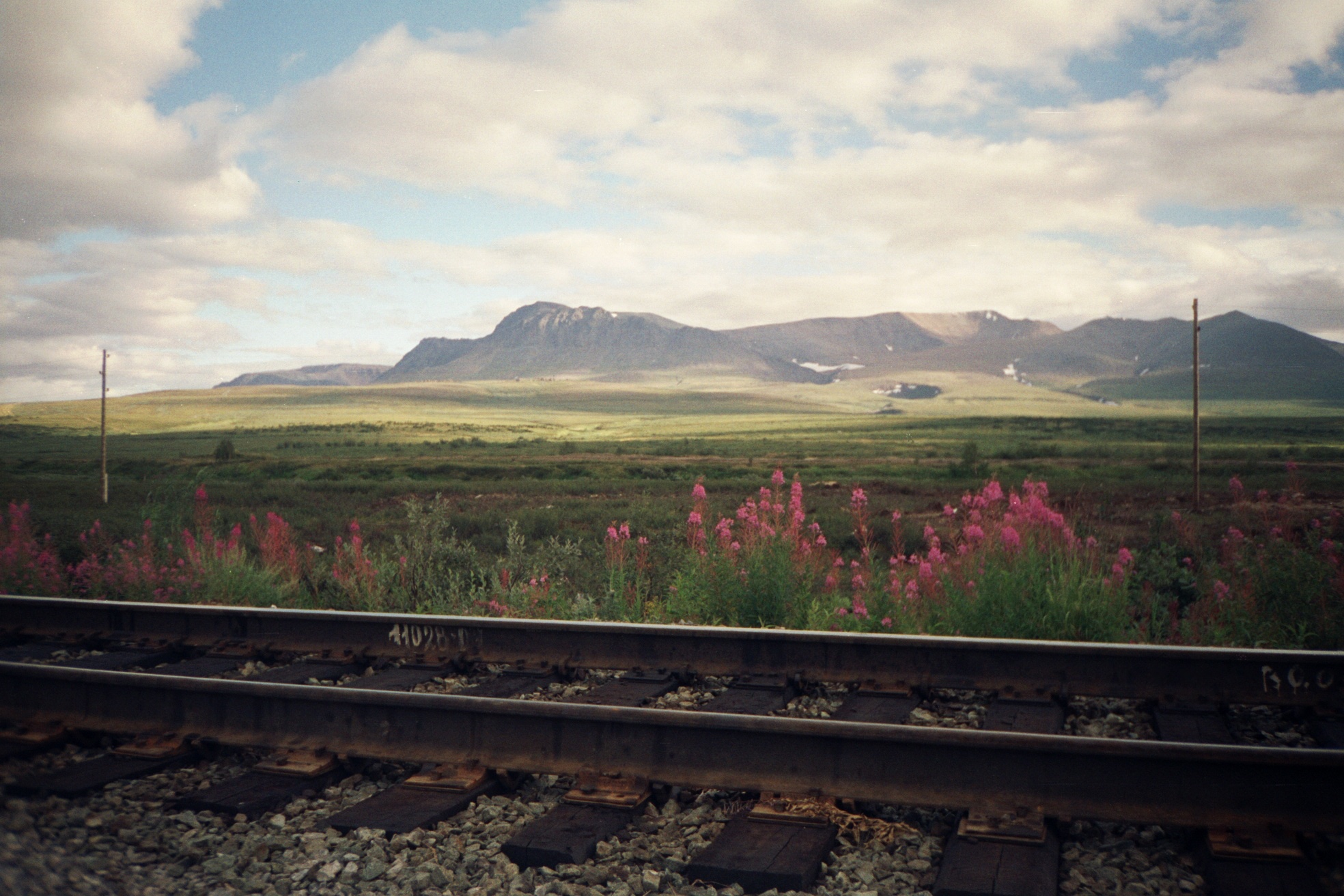
Punto de parada 110 km del Ferrocarril del Norte y valle del río Sobi

Como todos los montes Urales, los Urales polares se formaron principalmente durante la era del plegamiento hercínico, hace −50 millones de años. Desde entonces, la región ha descansado sobre la base sólida de la placa Euroasiática y no ha experimentado un levantamiento significativo. La erosión a largo plazo, incluida la actividad de los glaciares, determinó la naturaleza de la topografía montañosa con valles anchos y profundos y estructuras típicamente glaciares: barrancos, depresiones, etc. Algunas de las cuencas, muchas de las cuales están llenas de lagos, son de origen termokárstico y están asociados con permafrost poco profundo.
El valle del río Sobi divide los Urales polares en dos partes, diferentes en su estructura geológica. Al norte, la anchura de la región montañosa alcanza los 125 km, pero está más intensamente dividida por valles transversales con alturas de paso de 200 a 250 metros sobre el nivel del mar. La vertiente occidental es más pronunciada que la oriental y desciende más acusadamente hasta las depresiones al pie de las estribaciones. Hacia el sur, la cresta se estrecha bruscamente (a 25-30 km), las alturas de los pasos alcanzan los 500 m y los picos individuales alcanzan casi los 1500 m (Payer (1499 m), Lemva-Iz (1473 m)).

## Clima
La región tiene un clima muy duro y marcadamente continental. Situada en el límite del anticiclón siberiano y la actividad ciclónica europea, la región es famosa por sus inviernos fríos y extremadamente nevados y sus fuertes vientos. Dado que los ciclones húmedos suelen acercarse a las montañas desde el oeste, las vertientes occidentales suelen recibir entre 2 y 3 veces más precipitaciones que las orientales. En invierno, la temperatura del aire puede descender hasta los −55 °C. En climas despejados y helados, a veces se observa una inversión de temperatura, cuando la temperatura del aire en la llanura es de 5 a 10 grados más baja que en las montañas. La primavera y el otoño son cortos, el verano también es corto y el tiempo es inestable. La nieve en las montañas desaparece en su mayor parte a finales de junio y vuelve a caer a principios de septiembre. Varios días de calor (hasta +30 °C) pueden dar paso de repente a una fuerte ola de frío, acompañada de fuertes vientos, fuertes lluvias y granizo.

## Turismo
Gracias al duro clima, los Urales polares, especialmente su parte sur, son muy populares entre los amantes del senderismo, el esquí y el turismo de deportes acuáticos. La popularidad de la zona se debe, entre otras cosas, a su buena accesibilidad al transporte: la mayor distancia de las rutas turísticas desde las estaciones y paradas del Ferrocarril del Norte (Sob, Kharp, 110 km (Polyarny Village), Polar Ural, Khorota, Yeletskaya, Sivaya Maska, Abez, Shore) no supera los 60 km. Entre los turistas acuáticos son populares los ríos Synya, Tanyu, Voykar, Shchuchya, Kara, Sob, a lo largo de los cuales se pueden realizar rutas de 1 a 4 categorías de dificultad. Hay varias estaciones de esquí en funcionamiento en el territorio, incluso en el pueblo de Polyarny, en el monte Chernaya (25 km al oeste de Kharp) y en la estación de Sob.
Debido al duro invierno y a la corta duración de los días, los viajes a esquiar son posibles principalmente en abril, los primeros diez días de mayo, cuando empiezan las temperaturas diurnas positivas y resulta inseguro caminar sobre el hielo de ríos y lagos. El momento óptimo para practicar senderismo es desde principios de julio hasta mediados de agosto, cuando es posible que haya largos períodos de clima cálido persistente.
Entre los excursionistas y esquiadores, las rutas populares son las que recorren la parte norte de los Urales polares, visitando los lagos Hadata-Yugan-Lor, los lagos Pike, la meseta de Igan y la parte sur. Las principales zonas turísticas de la parte sur son:
- macizo de Rayiz (массив Райиз),
- macizo de Sobsky (Собский массив),
- macizo de Blucher массив г. Блюхера,
- macizo del pagador (массив Пайер),
- macizo de Somnempai (Сомнемпайский массив),
- macizo de Khoyla-Lakhorta (Хойлинско-Лахортинский массив),
- macizo de Hordjus (Хордъюсский массив),
- Macizo de alquitrán (Каровый массив).

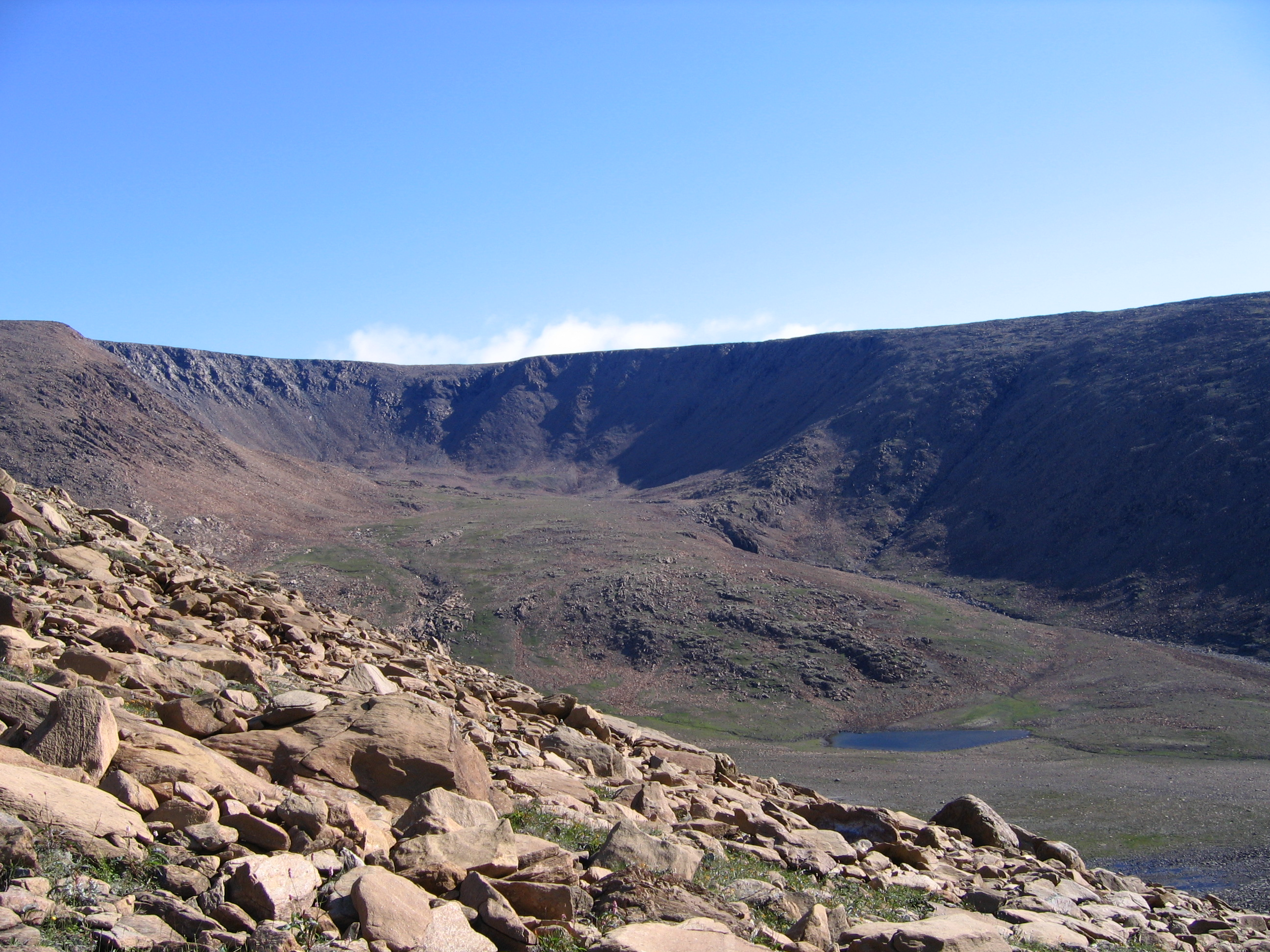
Circo de montaña
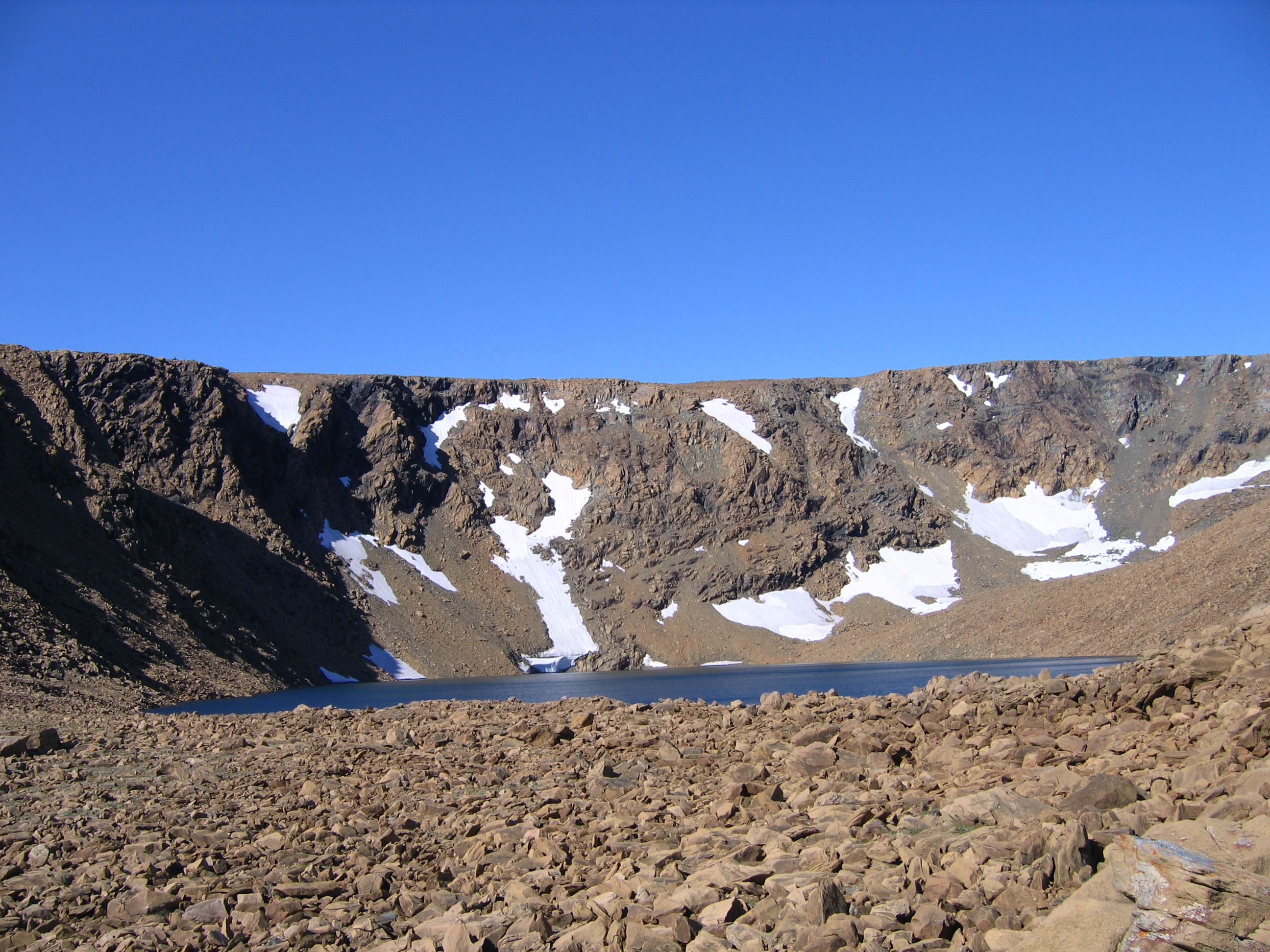
Lago de montaña
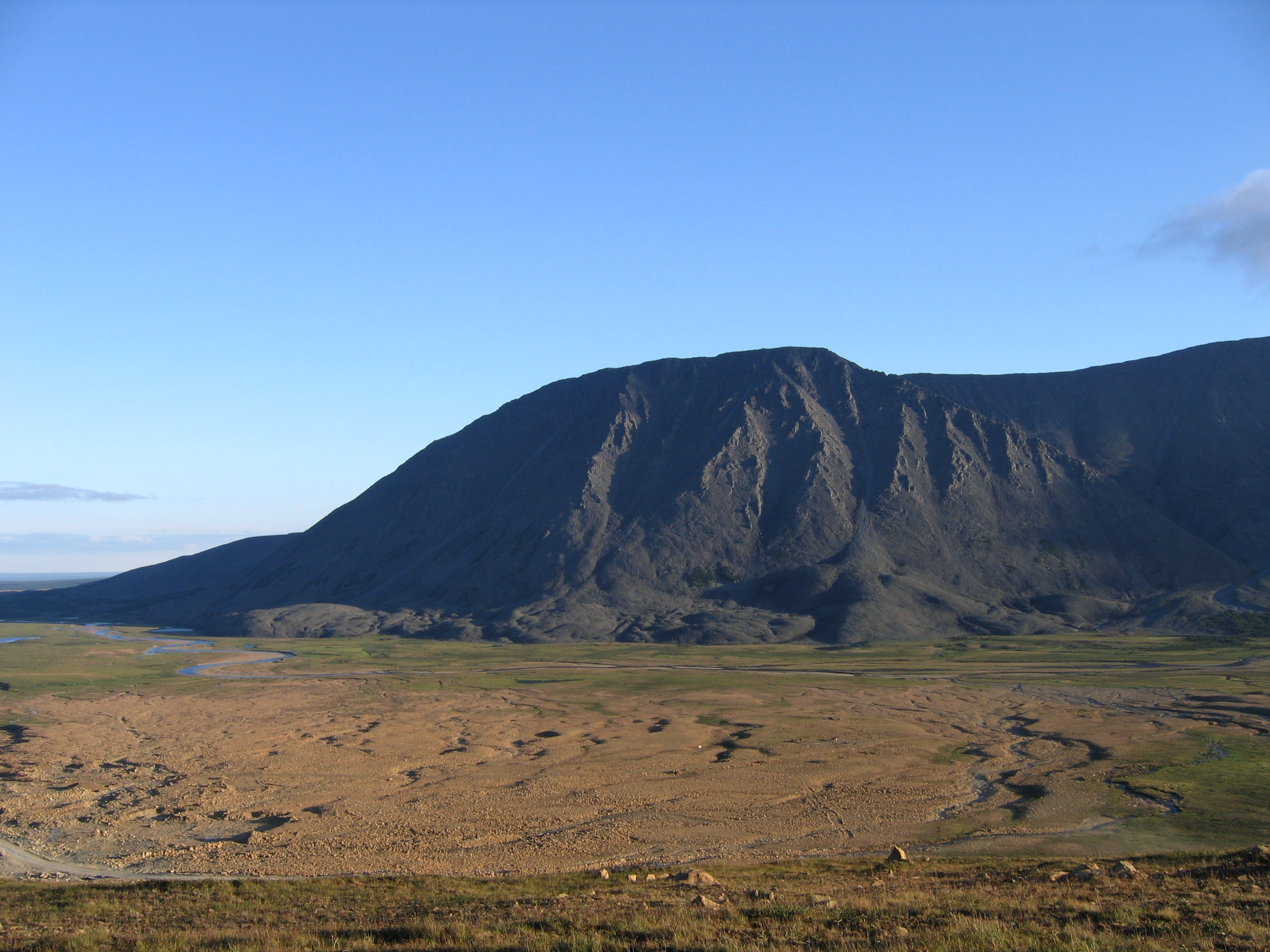
Montaña Negra
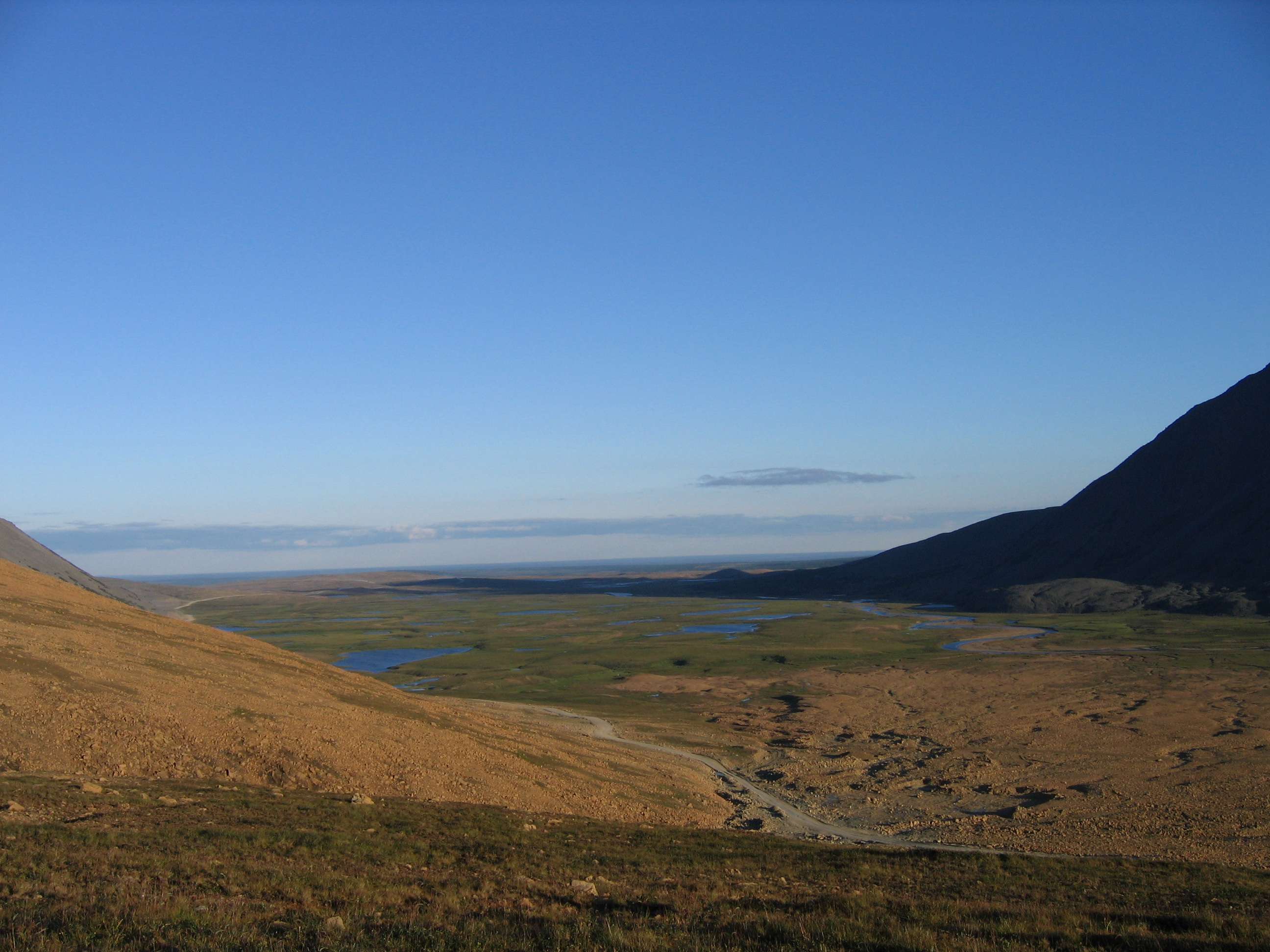
Lagos
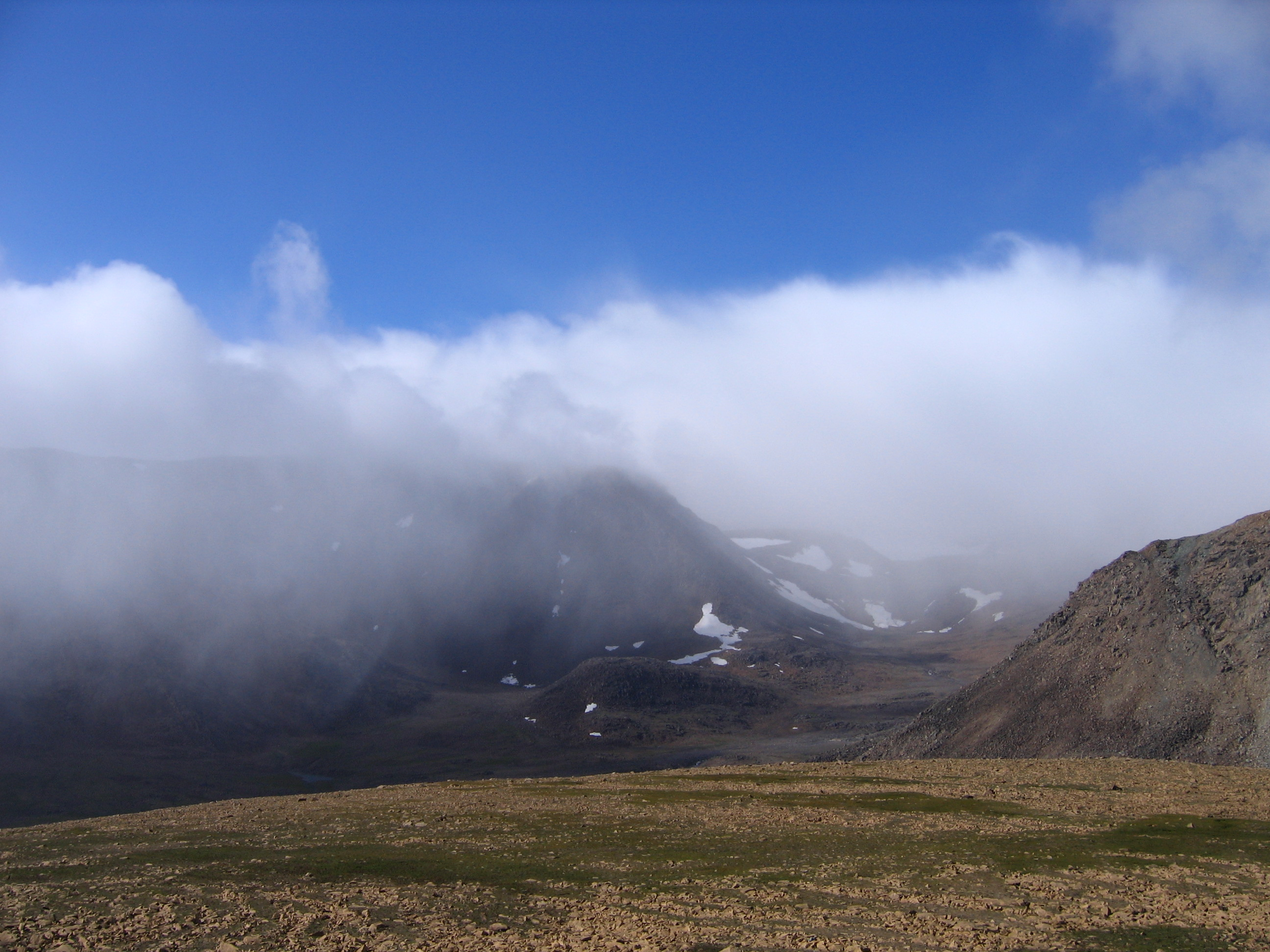
Nubes
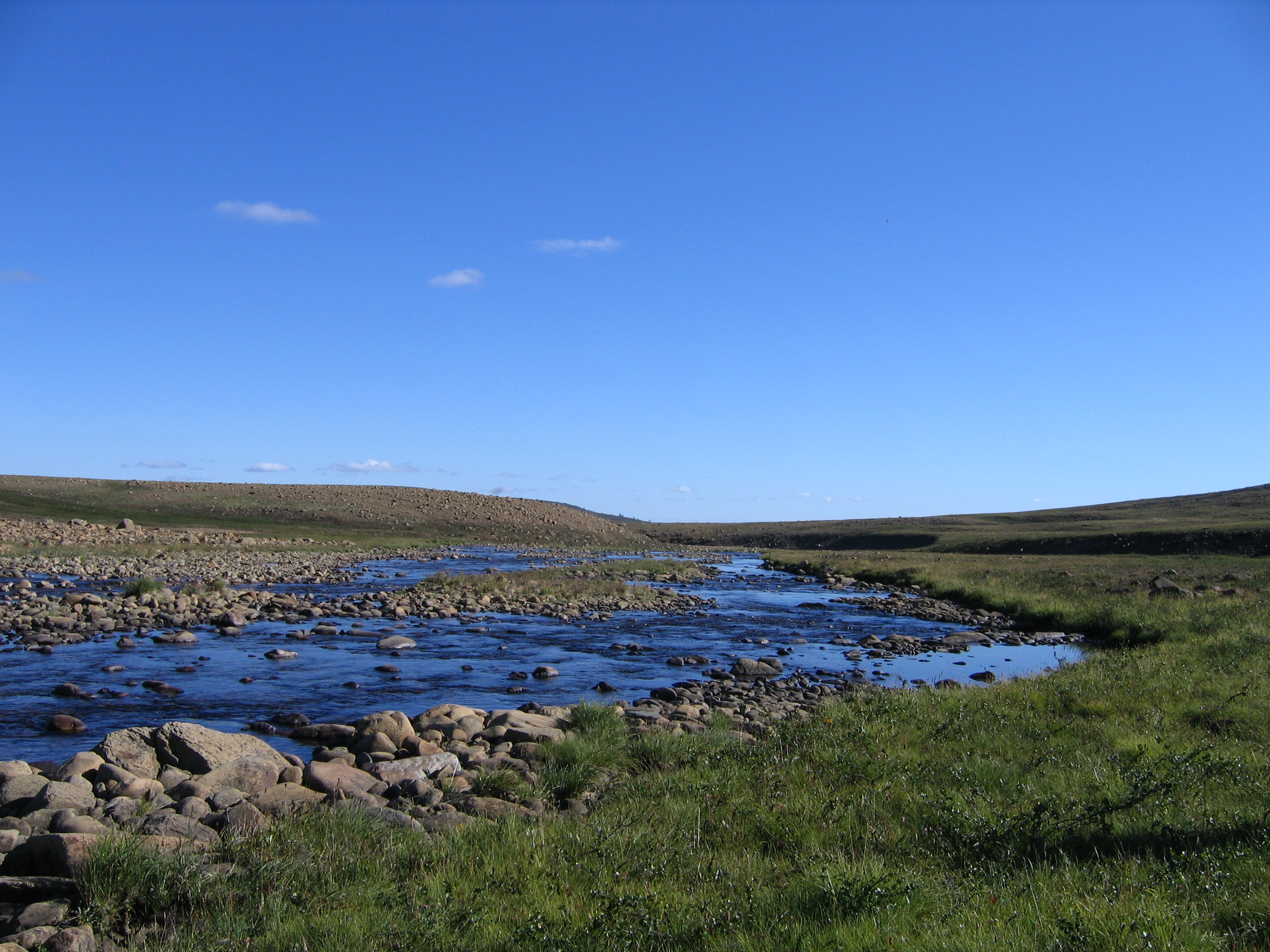
Río
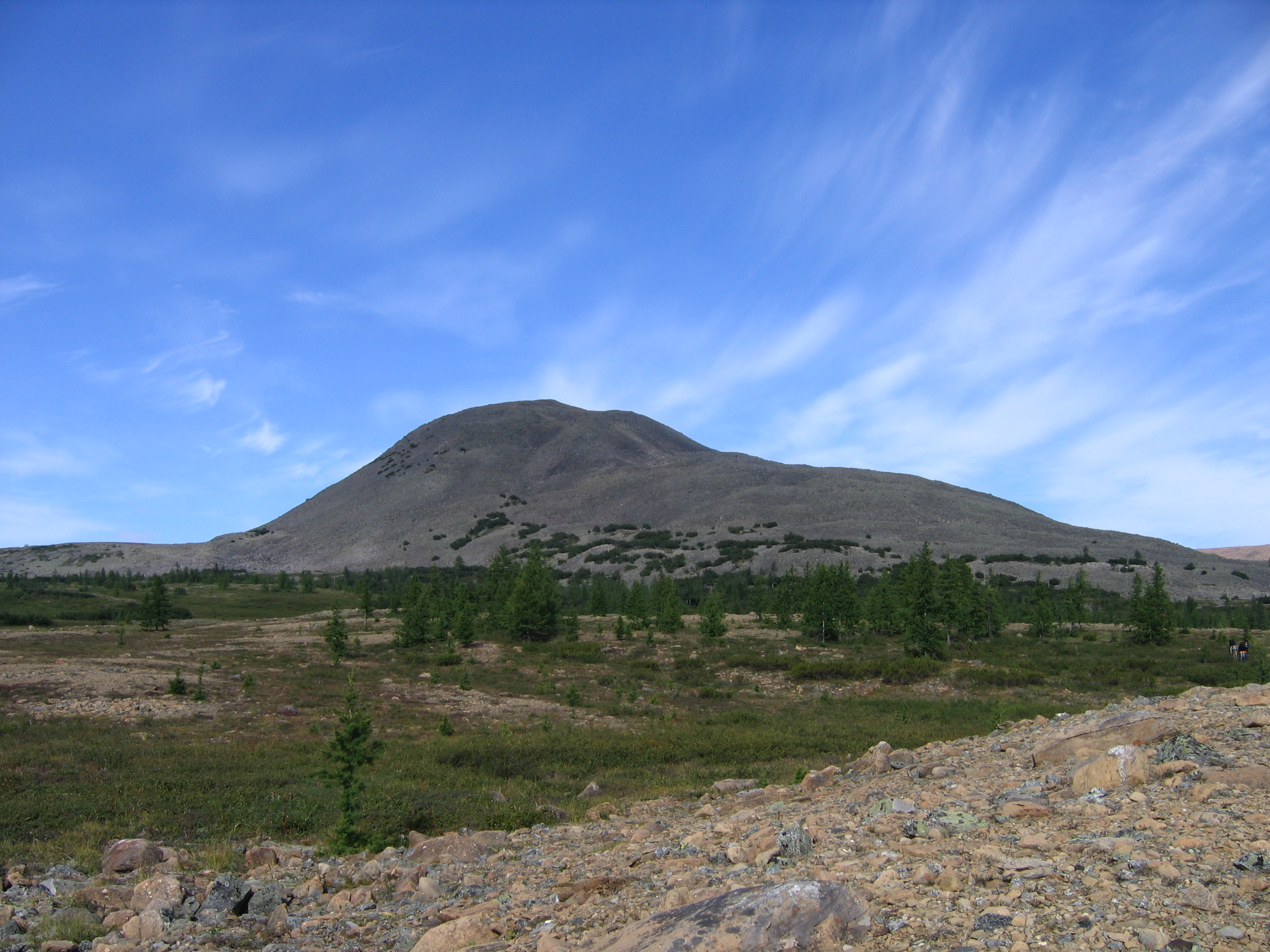
Montaña Negra (vista desde el camino de tierra)

### Asentamientos
No hay población permanente en las zonas montañosas. En la temporada de verano, se pueden encontrar campamentos de pastores de renos (nenets, komi-zirianos, jantis) que se desplazan a través de la tundra siguiendo a las manadas de renos, barrancos, incluidos los abandonados, y campamentos temporales de guardabosques, meteorólogos, glaciólogos, geólogos, etc. Los asentamientos en, o en relativa proximidad a, los Urales polares son:
- Yeletsky (Komi) (Елецкий) (307 hab. en 2021),
- Polar (Полярный,)
- Jarp (Харп), asentamiento de tipo urbano (4993 hab. en 2023),
- Obskaya (Обская),
- Labytnangi (Лабытнанги) (26 295 hab. en 2020)
- Laborovaia (Лаборовая)

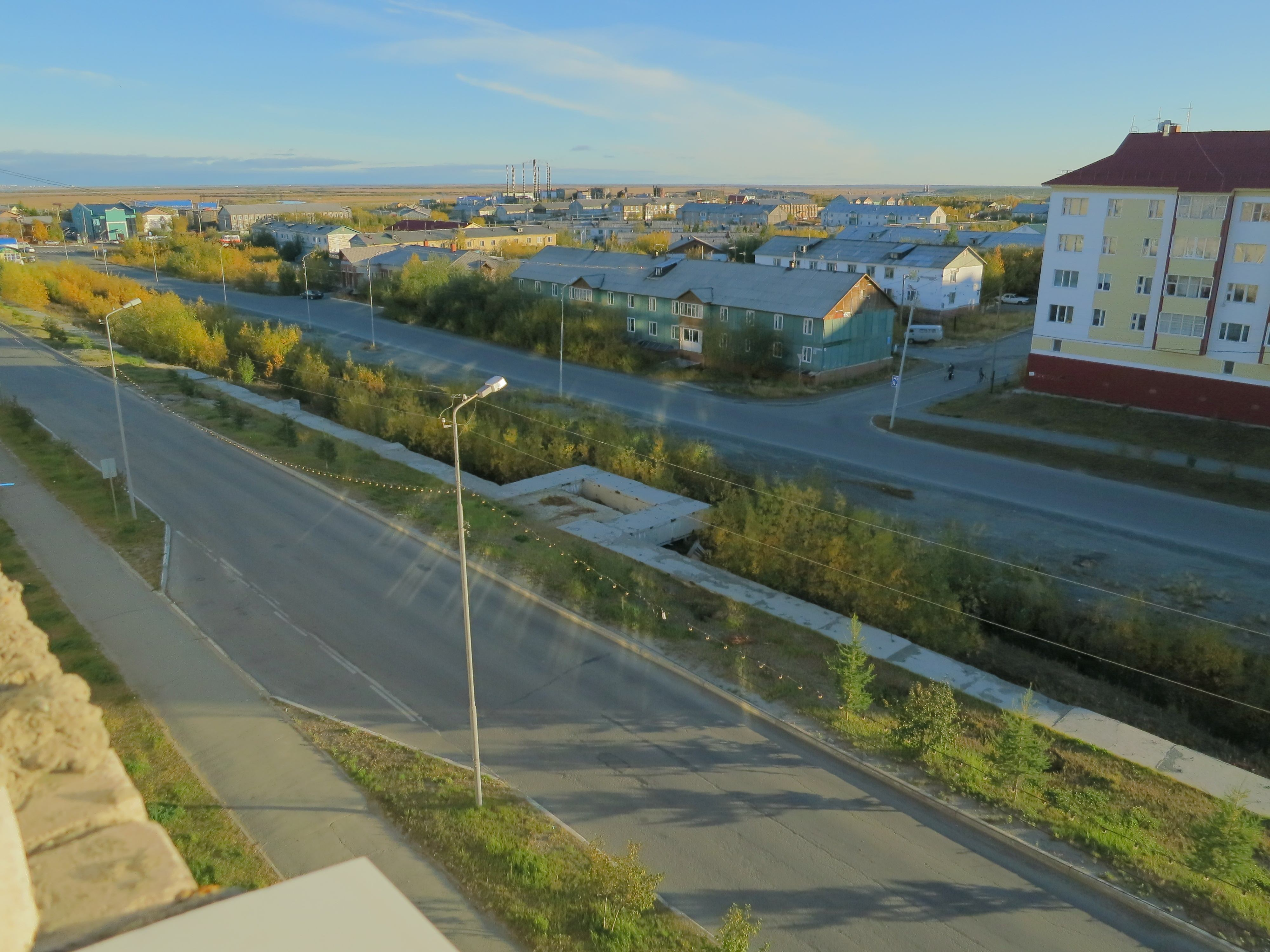
Vista de Labytnangi
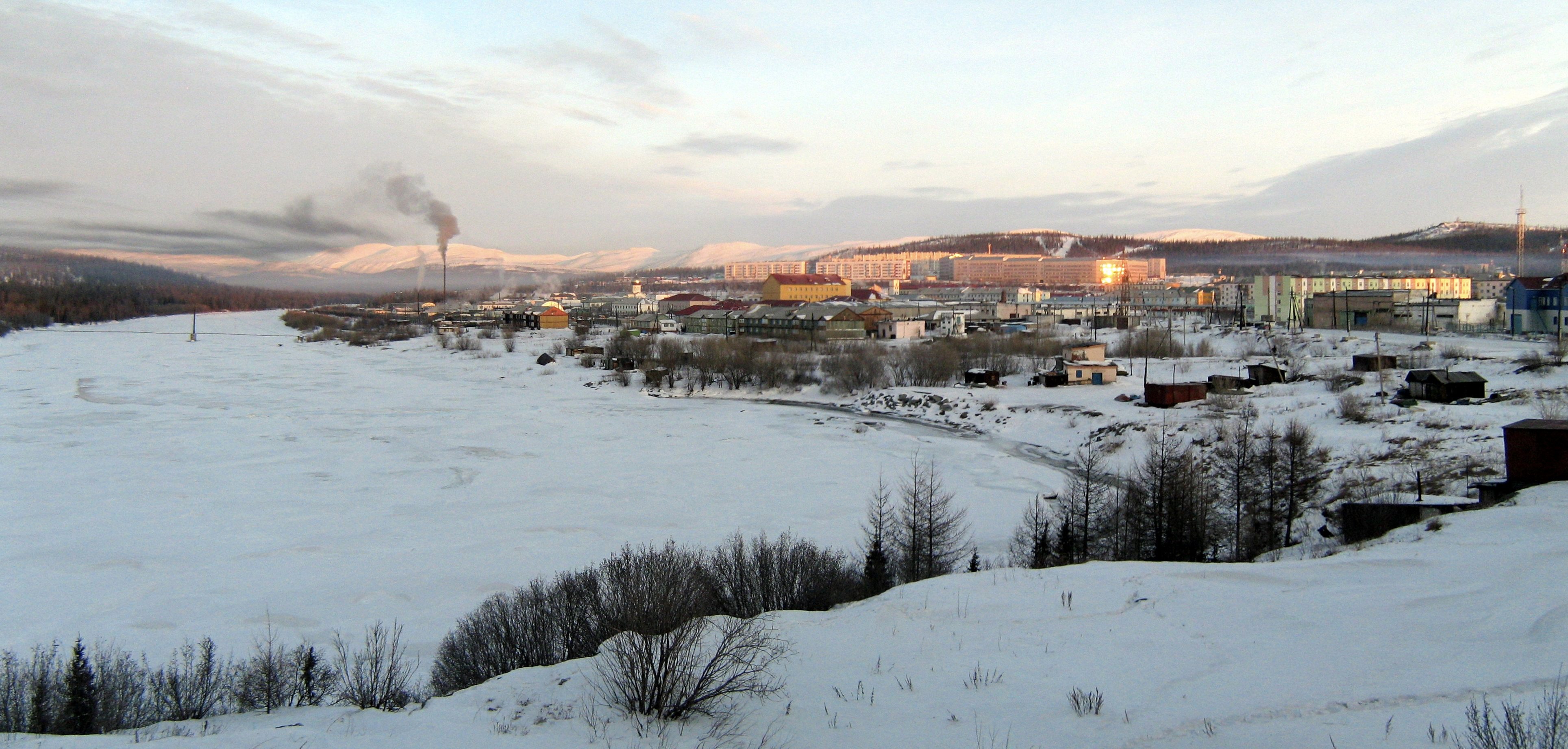
Vista de Jarp
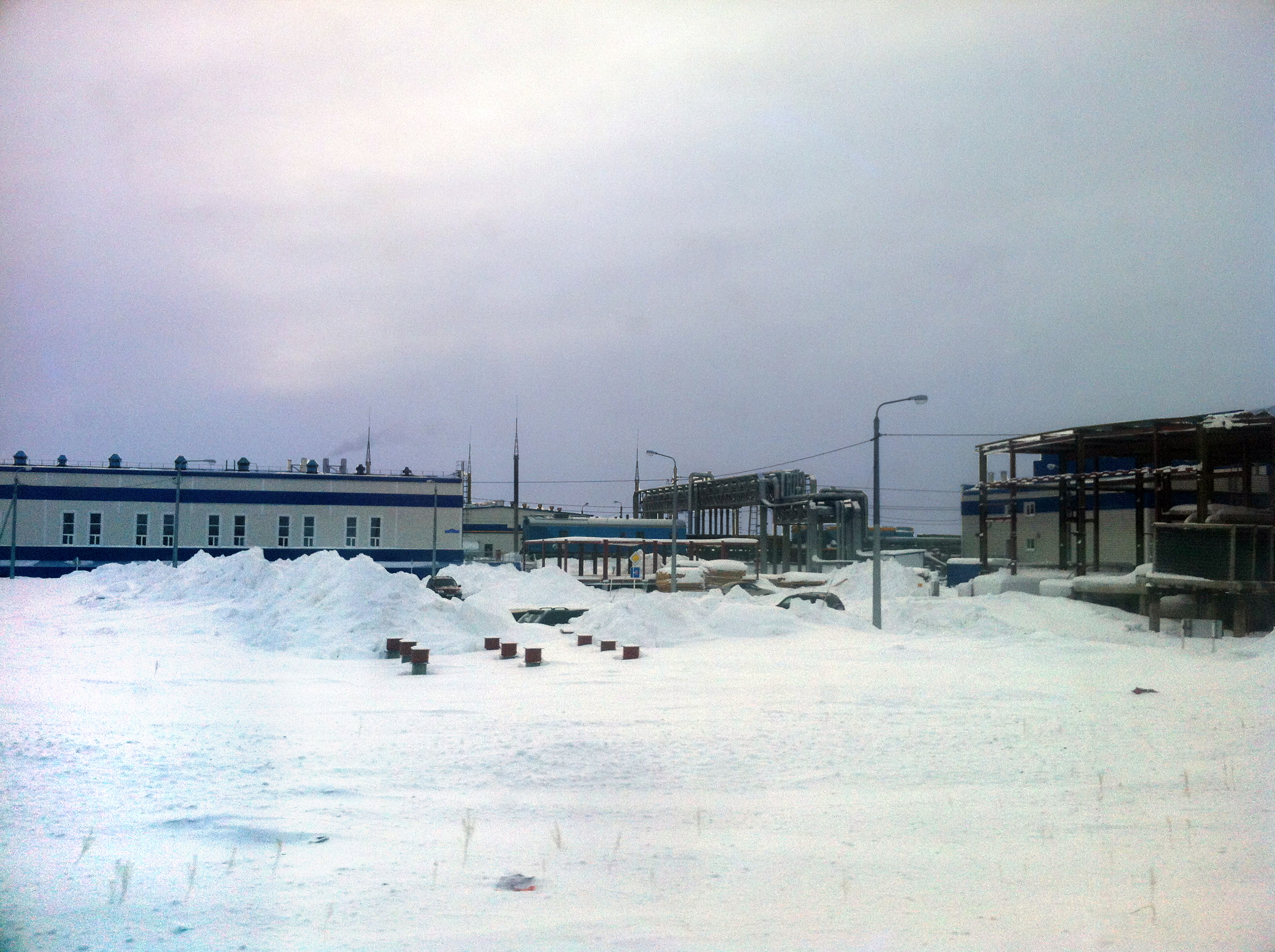
Obskaya